# Зарипов, Марсель Харисович
Марсель Харисович Зарипов (23 октября 1931, д. Янурусово, Сармановский район, Татарская АССР, РСФСР  — 6 января 2017, Казань, Татарстан, Российская Федерация) — советский российский и татарстанский писатель и журналист, заслуженный работник культуры Татарской АССР (1981), заслуженный работник культуры РСФСР (1987). Лауреат премии имени Хусаина Ямашева, лауреат Государственной премии Татарской АССР имени Габдуллы Тукая, популяризатор пчеловодства. Член Союза писателей (1970).

## Биография
Родился в семье учителей.
Трудовую деятельность начал в возрасте 14 лет в 1946 году мастером по розливу на Петровском спиртзаводе, что в Сармановском районе. Проходил срочную служил на флоте. Вернувшись, поступил учиться на буровика, работал мастером бурения нефтяных скважин, а потом стал собственным корреспондентом газеты «Советская Татария» по нефтяному краю. Окончил заочно отделение русского языка и литературы Казанского государственного университета (КГУ).
Очерки, корреспонденции, репортажи собкора «Советской России» Марселя Зарипова читали во всех уголках Советского Союза. Его публикации вызывали широкий общественный резонанс.

Уникальный профессионал. Я бы сказал, классический журналист — любопытный, заряженный, неравнодушный, азартный, темпераментный и, как следствие, оперативный. Практически любой его материал цеплял многомиллионную читательскую аудиторию— Всеволод Богданов, председатель Союза журналистов России
Был одним из основателей национального информационного агентства «Татар-информ» и общетатарской газеты «Татар иле» («Татарские края»).
На протяжении многих лет возглавлял жюри главного республиканского профессионального журналистского конкурса «Бэллур калэм – Хрустальное перо».

## Творчество
Публиковался на русском языке.
Издал более 20 книг, перевёл на русский язык несколько романов и повестей таких известных татарских мастеров слова, как Нурихан Фаттах и др.
Сборники рассказов «Чужой медовый месяц» (1968), «Медовый рай» (1991), сборники очерков «Вершина», «Звёздный час Нижнекамска» (1981), «Выгодный оборот» (1986).
В 1976 году совместно с Ж. Мандураевым написал для серии «Дороги к прекрасному» книгу-путеводитель «От Ульяновска до Казани» — пояснения к туристическому маршруту от Ульяновска до Казани, по «Свияжской кругосветке», по двум рекам Средней России: Волге и Свияге.

## Популяризация пчеловодства
Пчеловодством увлёкся ещё в 1970-х годах, поставив на дачном участке два улья. В газете «Советская Россия» освещать значимый опыт ведущих пчеловодческих хозяйств страны чаще посылали Марселя Харисовича. В корреспондентских поездках старался побывать на пасеках, увидеть, как водят пчёл другие, не раз описывал свои впечатления в газетах.
С 2000 года вел пасечный раздел в региональной газете «Сам хозяин».
Опубликовал десять документальных книг о пчеловодах и пчеловодстве.
За семидесятилетним рубежом жизни решил, что его пчеловодные наблюдения и накопленная информация, собранные под одной обложкой, могут принести практическую пользу и суммировал свои знания и наблюдения в «Медовой энциклопедии» и ещё нескольких книгах и брошюрах.
Российский национальный союз пчеловодов наградил Марселя Зарипова своей медалью.

Какая-то необъяснимая сила меня влекла к работающим пчелам. Я подолгу, не отвлекаясь, смотрел, с какой радостью они встречают день первого весеннего облета, как вьются возле узкой щели улья, несут взяток, с какой отвагой защищают жилище от хитрых воровок, с каким тщанием готовятся к долгой зимовке, чтобы с приходом тепла начать ещё один круг своей долгой жизни…— Марсель Зарипов, предисловие ко второму тому «медовой энциклопедии»